# Шаро-Аргун
Шаро-Аргун (рос. Шаро-Аргун) — село у Шатойському районі Чечні Російської Федерації.
Населення становить 173 особи. Входить до складу муніципального утворення Шаро-Аргунське сільське поселення.

## Історія
Згідно із законом від 20 лютого 2009 року органом місцевого самоврядування є Шаро-Аргунське сільське поселення.

## Населення
| 1939 | 1990 | 2002 | 2010 | 2012 | 2013 | 2014 |
| ---- | ---- | ---- | ---- | ---- | ---- | ---- |
| 421  | ↘210 | ↗243 | ↗303 | ↘299 | ↘285 | ↘271 |
| 2015 | 2016 | 2017 | 2018 | 2019 |      |      |
| ↘259 | ↘257 | ↘255 | ↘212 | ↘173 |      |      |